# Pleta dels Moltons
La Pleta dels Moltons és un paratge del terme municipal de Tremp, al Pallars Jussà, dins de l'antic terme ribagorçà de Sapeira.
Està situat al sud de la Casa del Soldat, a l'extrem sud-oest del Serrat de la Sarga.